# Martin (filme)
Martin (Brasil: Martin ) é um filme de terror, produzido nos Estados Unidos em 1976, foi escrito e dirigido por George A. Romero.
Elogiado pela critica especializada como o mais naturalista dos filmes de vampiro já filmados desde Nosferatu (1922), esse filme foi mais um dos que deram prestígio ao cinema de terror de George A. Romero.

## Sinopse
Jovem que acredita ser um vampiro vai morar com um primo mais velho e hostil em uma pequena cidade da Pensilvânia. Mas ainda que ele tente controlar seus instintos, prossegue atacando pessoas, sempre injetando drogas em suas vítimas antes de sorver-lhes o sangue para saciar os seus impulsos.

## Elenco
- John Amplas ... Martin
- Lincoln Maazel ... Cuda
- Christine Forrest ... Christina
- Elyane Nadeau ... Mrs. Santini
- Tom Savini ... Arthur
- Sara Venable
- Francine Middleton
- Roger Caine ... Lewis (como Al Levitsky)
- George A. Romero
- James Roy
- J. Clifford Forrest Jr.
- Robert Ogden
- Donaldo Soviero  (segmento "Flashback")
- Donna Siegel (como Donna Siegal)
- Albert J. Schmaus